# Symplectoscyphus vervoorti
Symplectoscyphus vervoorti är en nässeldjursart som beskrevs av El Beshbeeshy 1991. Symplectoscyphus vervoorti ingår i släktet Symplectoscyphus och familjen Sertulariidae. Inga underarter finns listade i Catalogue of Life.